# Keo Sokngon
Keo Sokngon (sinh ngày 30 tháng 4 năm 1988) là cựu một cầu thủ bóng đá người Campuchia, hiện đang là huấn luyện viên của câu lạc bộ Phnom Penh Crown ở Giải bóng đá vô địch quốc gia Campuchia.
Sokngon sinh ra ở Kratié, trong một gia đình có cha là người Campuchia gốc Hoa và mẹ là người Việt Nam. Keo Sokngon chuyển đến Việt Nam để sống với gia đình khi mới 3 tuổi và học tiếng Việt từ mẹ

## Tham Khảo
1. ↑  “Sao” Việt ở tuyển Campuchia, Thứ Hai, 20/09/2010, Lao Dong newspaper